# Jaktens tid
Jaktens tid (în românește Era vânătorii) este cel de-al doilea album de studio al formației Finntroll. Este ultimul album cu Katla.
În 2008 a fost relansat de casa de discuri Spinefarm Records. Albumul a beneficiat de recenzii pozitive, fiind remarcat în special stilul muzical inovator, vioi și intens. Aceste recenzii pozitive s-au reflectat și în topul finlandez, Jaktens tid fiind primul album al formației care intră în acest top.

## Lista pieselor
1. "Krig (Intro)" (Război (Intro)) - 02:09
2. "Födosagan" (Povestea nașterii) - 05:03
3. "Slaget vid blodsälv" (Bătălia de la râul însângerat) - 03:17
4. "Skogens hämnd" (Răzbunarea pădurii) - 04:06
5. "Jaktens tid" (Era vânătorii) - 03:34
6. "Bakom varje fura" (În spatele fiecărui brad) - 02:15
7. "Kitteldags" (Vremea cazanului) - 02:05
8. "Krigsmjöd" (Miedul războiului) - 03:10
9. "Vargtimmen" (Ora lupului) - 03:31
10. "Kyrkovisan" (Cântecul bisericii) - 01:22
11. "Den hornkrönte konungen (Rivfaders tron)" (Regele încornorat (tronul lui Rivfader)) - 03:45
12. "Aldhissla" - 06:28
13. "Tomhet och tystnad härska (Outro)" (Domnia vidului și a tăcerii (Outro)) - 04:35

## Personal
- Katla - vocal
- Somnium - chitară
- Skrymer - chitară
- Trollhorn - sintetizator
- Tundra - chitară bas
- Beast Dominator - baterie

## Clasament
| Țara     | Poziția |
| -------- | ------- |
| Finlanda | 20      |